# Громила
Најстарији познати гробови на балканским просторима су громиле, настале 1800. до 200. године п. н. е. Највише их је из бронзаног периода када је илирска култура на Балкану доживила свој процват.
Громила је тип гробне хумке – тумула, сачињена од гомиле камења, најчешће кружног облика испод којих су сахрањени остаци једне или више особа. С обзиром на то да су Илири веровали у загробни живот, своје мртве су сахрањивали са личном имовином.

## Истраживања
Велика истраживања и испитивања громила радио је крајем 19. вијека, тачније 1888, 1895. и 1897. године, Земаљски музеј у Сарајеву, финансијски и научно потпомогнута из Беча.
Истраживања су рађена на локалитету Гласиначког поља када су пронађени бројни предмети значајни за људску историју и културу. Неки од предмета се и данас чувају у Бечу и испуњавају странице свјетских научних радова.
Због великог броја откривених громила, и пронађених предмета ова култура је названа Гласиначка група или култура, која обухвата подручја данашње Хрватске, Босне, Србије и Црне Горе.
Значајна истраживања громила вршио је познати српски археолог Ђорђе Јанковић који је у својој студији Српске громиле показао значајну везу громила са старим српским обичајима и културом пре коначног примања хришћанства.
Прве громиле је 1898. године истраживао Вејсил Ђурчић, али је мислио да ископава праисторијске могиле, иако је у некима нашао предмете рановизантијског доба. 1957. године Павао Анђелић је спровео ископавања оштећене громиле у близини Коњица, и определио их као словенски гроб спаљеног покојника VIII века. Пет громила истражили су на савремен начин Васил Боронеанц и Јон Стинга, на Великом Острву у румунском делу Дунава, 1976. године. Они су их датовали у VII век. Открићем налазишта громила у Љутићима код Пљеваља, уследила су обимнија истраживања у Југославији. Драгослав Срејовић је 1985. године открио прву средњовековну хумку, а у периоду до 1991. године истраживано је 8 громила.
О погребу Срба у средњем веку оставили су податке арапски научници Ал Масуди и Ал Бекри односно Ибрахим ибн Јакуб.